# Печериця темно-луската отруйна
Печериця темно-луската отруйна (Agaricus placomyces Peck., Agaricus meleagris (J. Schaeff.) Pil.) — отруйний гриб з родини агарикових — Agaricaceae.

## Опис
Шапинка 5—10(12) см у діаметрі, м'ясиста, напівкуляста, дзвоникоподібна, згодом опукло- або плоскорозпростерта, сіра, коричнювато-сіра, густо-темнолуската, у центрі темніша, до краю світліша, суха. Пластинки вільні, широкі, білуваті, згодом лілувато-рожеві, з віком темно-коричневі. Спори 4—5 X 3 мкм. Ніжка 6—10(12) X 1—1,5 см, внизу з бульбою до 2,5 см у діаметрі, з порожниною, біла, біля основи жовта, гола, з широким білим кільцем. Ніжка і кільце від дотику жовтіють, пізніше коричневіють. М'якуш білий, у ніжці внизу жовтий, при розрізуванні жовтіє, потім коричневіє, з неприємним запахом.
Отруйний гриб, при вживанні в їжу спричиняє тяжке шлунково-кишкове захворювання.

## Поширення
В Україні поширений у Лісостепу, Криму. Росте у листяних та мішаних лісах на вологих місцях, групами; у липні — вересні.